# Computable Document Format
Le Computable Document Format (CDF) est un format de document électronique conçu pour permettre la création facile de contenu interactif généré de façon dynamique. Le CDF est un format public créé par Wolfram Research. 

## Caractéristiques
Le format CDF prend en charge les éléments de l'interface graphique tels que les curseurs, les menus et les boutons. Le contenu est mis à jour à l'aide de calculs intégrés en réponse à l'interaction avec l'interface graphique. Le contenu peut inclure du texte formaté, des tableaux, des images, des sons et des animations. Le CDF prend en charge la mise en page de Mathematica et la notation technique. La mise en page numérotée, la mise en page structurée et le mode diaporama sont pris en charge. Les styles peuvent être contrôlés à l'aide d'une feuille de style en cascade. 

## Lecture
Les fichiers CDF peuvent être lus à l'aide d'un lecteur CDF (CDF Player, en anglais) exclusif avec une licence restrictive. Le lecteur peut être téléchargé gratuitement depuis Wolfram Research. 

## Création
Les fichiers CDF peuvent être créés à l'aide de Mathematica. Des outils de création en ligne sont disponibles via le Wolfram Cloud. 

## Utilisations
Le CDF a été utilisé dans les livres électroniques par Pearson Education, en particulier MyMathLab, pour fournir le contenu du Wolfram Demonstrations Project et pour ajouter une interactivité du côté client à Wolfram Alpha. 